# Gdebi
Gdebi 是一个安装.deb软件包的工具。它提供了图形化的使用界面，但也有命令行选项。
在Ubuntu中会默认安装Gdebi。

## 技术
Gdebi 安装本地的.deb软件包，并自动解决依赖问题(它可以自动下载并安装所需的软件包)。